# Lettera del Diavolo

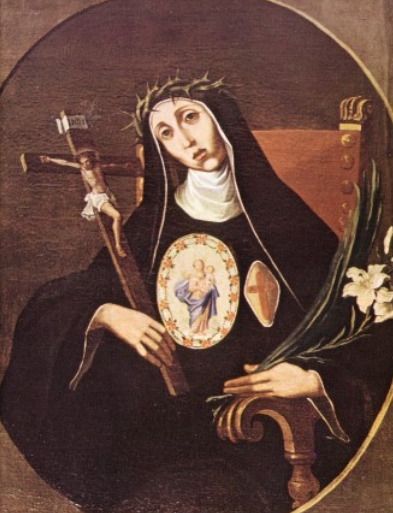
Ritratto di Suor Maria Crocifissa della Concezione

La Lettera del Diavolo è una missiva scritta in un alfabeto indecifrabile risalente al 1676 che sarebbe stata dettata da Satana ad una suora, Maria Crocifissa della Concezione, al secolo Isabella Tomasi (1645-1699) che, secondo quanto riportato dalla religiosa stessa, le venne dettato da Satana.
Il documento attirò l'attenzione dello scrittore Giuseppe Tomasi di Lampedusa, pronipote della suora. Negli anni sessanta, La Domenica del Corriere bandì un concorso a premi per chi fosse riuscito a tradurre la lettera. L'originale è custodito nel monastero femminile benedettino di clausura del SS. Rosario a Palma di Montechiaro (Agrigento) mentre una copia è conservata nella cattedrale di Agrigento.

## Storia

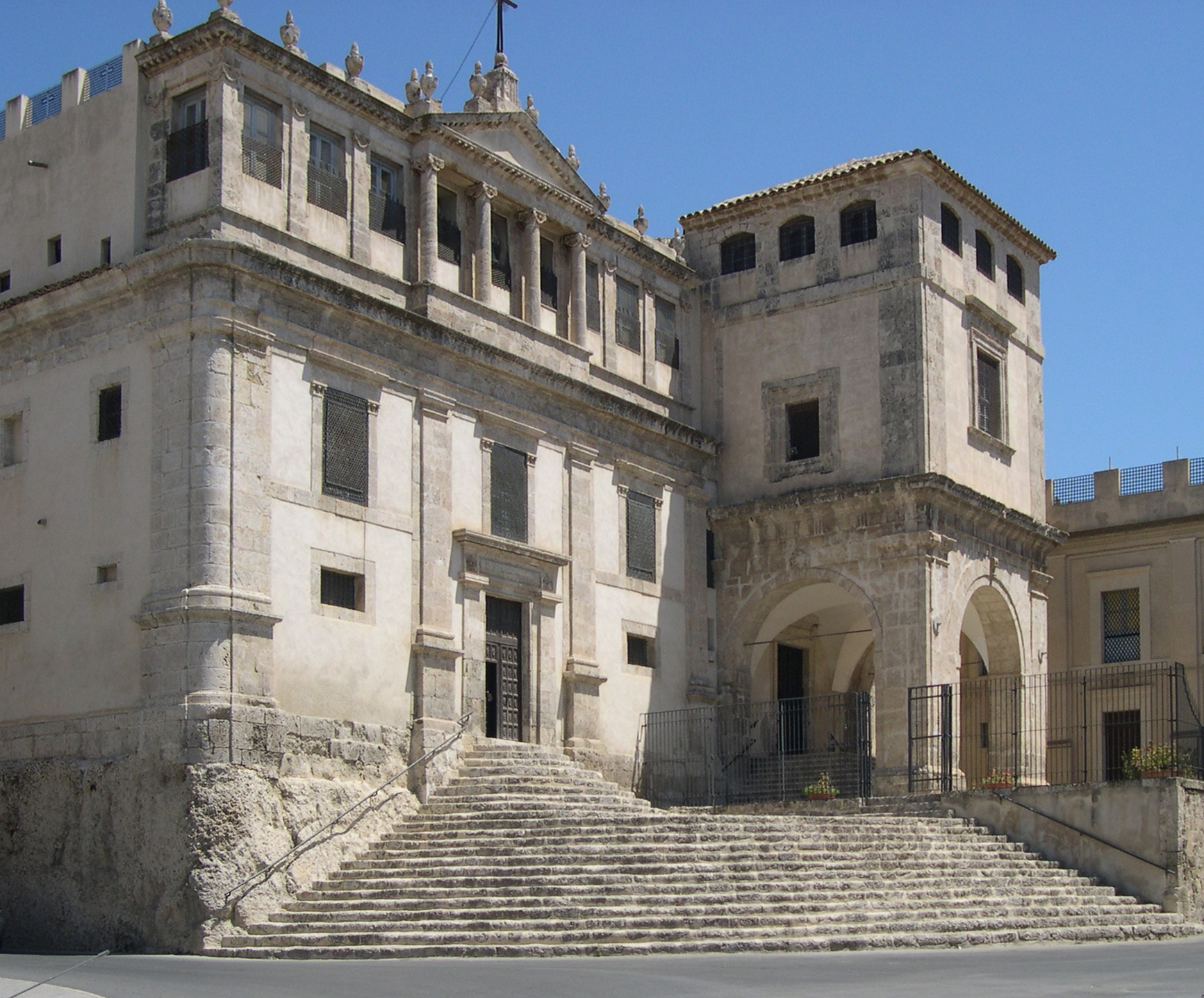
Il monastero di clausura di Palma di Montechiaro

Il documento venne probabilmente redatto da suor Maria Crocifissa della Concezione, al secolo Isabella Tomasi, una monaca benedettina della famiglia Tomasi di Lampedusa; la suora l'11 agosto venne ritrovata seduta a terra nella sua cella con il volto sporco di inchiostro, un calamaio sulle gambe e un foglio in mano scritto in un presunto alfabeto incomprensibile; la suora poi racconterà che la lettera le era stata dettata da Satana.
Il documento faceva parte di un manoscritto che la suora aveva stilato per il suo padre confessore. Gli annali del monastero riportano che questo autografo sia stato ricevuto dalla suora l'11 agosto 1676 da parte del demonio in persona che le chiese di firmarlo. Suor Crocifissa, avendo compreso il contenuto della lettera, vi scrisse invece solo «ohimè».
La monaca era sorella di san Giuseppe Maria Tomasi, dell'ordine dei Teatini; fu poi dichiarata venerabile da papa Pio VI, ed è sepolta nel monastero.

## Tentativi di decifrazione
Nel 2017 un gruppo catanese di fisici e di informatici ha  scoperto che la lettera  contiene un mix di parole di alfabeti antichi e ha proposto un ipotesi di decifrazione della lettera ottenuta con un complesso algoritmo di decrittazione che ha utilizzato lettere di alfabeti latino, greco, runico e yazida (che la suora poteva ben conoscere). Il procedimento ha portato a un testo con parole di senso compiuto ma assemblate in modo non del tutto comprensibile come ad esempio "Dio pensa di poter liberare i mortali... Il sistema non funziona per nessuno... Forse ora, Styx ne è certo".

## Influenza culturale
- Della lettera parla lo scrittore Giuseppe Tomasi di Lampedusa nel suo romanzo Il Gattopardo. Questi, essendo andato nel 1955 a visitare il monastero, ne fu a tal punto colpito da inserire nel romanzo l'episodio, celando la figura della sua antenata Maria Crocifissa, che ne fu protagonista, nel personaggio della "beata Corbera".
- Di questa vicenda parla il documentario La Sicilia del Gattopardo di Ugo Gregoretti, in cui viene anche mostrato il manoscritto.
- La lettera ha ispirato un romanzo di Sergio Campailla.